# Socialisme ou barbarie
Socialisme ou barbarie est une revue politique publiée de mars 1949 à août 1965 par l'organisation française Socialisme ou Barbarie. L'organisation et la revue sont créées à Paris en 1949 par un groupe de militants mené par Cornelius Castoriadis et Claude Lefort.
D'orientation marxiste antistalinien, critique du trotskisme et proche du communisme de conseils, ce groupe combat l'exploitation et promeut la révolution en menant des activités militantes auprès des ouvriers et des salariés. Pour propager ses idées, il publie une revue à son nom : Socialisme ou barbarie ; et il diffuse deux bulletins : Tribune ouvrière et Pouvoir ouvrier.
Dans sa revue, le groupe propose des analyses et des critiques des luttes ouvrières et de l'organisation du travail, de l'actualité politique française et internationale, des révolutions et des mouvements d'indépendance. Aussi, dans des articles plus théoriques, le groupe interroge la nature des régimes politiques de l'URSS et de la Chine, et il examine l'évolution du capitalisme et des sociétés occidentales libérales. Enfin, numéro après numéro, le groupe étudie l'histoire du mouvement ouvrier et il observe l'expérience du prolétariat afin d'identifier les conditions qui permettraient aux ouvriers de s'auto-organiser et d'instaurer un régime politique socialiste.
Des différences de vues quant à la manière de se constituer en organisation révolutionnaire, puis des analyses divergentes quant à l'évolution du capitalisme, entraînent deux scissions du groupe (l'une en 1958, l'autre en 1963). Ces scissions l'affaiblissent : la revue cesse de paraître après 1965, l'organisation s'autodissout en 1967.
Revue au lectorat et au tirage limités, le crédit dont jouit Socialisme ou barbarie aujourd'hui (XXIe siècle) repose d'abord sur les analyses contenues dans les articles consacrés aux régimes soviétique et chinois, ainsi que sur les réflexions exposées dans les articles consacrés à l'auto-organisation ouvrière ; ensuite, sur les prises de position du groupe au sein de la gauche contemporaine (par exemple : leurs critiques du Parti communiste français et du tiers-mondisme) ; enfin, sur la notoriété postérieure de certaines plumes de la revue : Cornelius Castoriadis, Claude Lefort, Jean-François Lyotard ou Daniel Mothé. Quant aux actions et activités militantes de Socialisme ou Barbarie, elles ont laissé peu de traces.

## Histoire de la revue (et du groupe)

### 1946-1949 Débuts
En 1946, se constitue au sein du Parti communiste internationaliste (PCI) une tendance politique représentée par « Pierre Chaulieu » (pseudonyme de Cornelius Castoriadis) et « Claude Montal » (pseudo de Claude Lefort) : la « tendance Chaulieu-Montal »,,. Contre la position officielle du PCI, cette tendance considère que la Russie n'est plus un « État ouvrier dégénéré » mais une autre forme de régime politique : un « État bureaucratique »,,.
Après une défense de sa position dissidente au sein du PCI,, la « tendance Chaulieu-Montal » quitte ce parti à la fin de l'année 1948. Et au début de l'année 1949, cette tendance se constitue officiellement comme groupe indépendant sous la forme d'une organisation politique, elle prend alors le nom de « Socialisme ou Barbarie » (abrégé par ses membres en « SouB »),.
À sa création l'organisation compte une quinzaine, ou une vingtaine, de membres, dont une majorité d'intellectuels et des ouvriers,. Parmi eux se trouvent : Marie-Rose Berland (pseudo « Renée Sauguet »), modiste ; Pierre Borel, professeur certifié ; Cornelius Castoriadis, employé à l'OECE ; Guy Gély (dit « Henry Collet »), employé d'assurance ; Jean Laplanche (dit « Marc Foucault »), étudiant en philosophie ; Jean Léger (dit « Mercier »), étudiant en histoire ; Claude Lefort, agrégé de philosophie ; Georges Petit (dit « Georges Pétro »), cheminot ; Maurice Plocki (dit « Maurice Rajsfus »), artisan joaillier ; Cyrille Rousseau de Beauplan (dit « Philippe Guillaume »), employé à l'OECE ; Jean Seurel (dit « Fabri »), juriste ; Donald Simon, étudiant en philosophie ; Georges Vivier, ouvrier chez Chausson,,,.
Afin de propager ses idées, ce groupe de militants décide d'éditer une revue nommée Socialisme ou barbarie (sous-titrée « Organe de critique et d'orientation révolutionnaire ») dont le premier numéro paraît au mois de mars 1949,,. Outre des abonnements, la revue est diffusée en kiosques par les Nouvelles Messageries de la presse parisienne. Par ailleurs, les militants de l'organisation distribuent des exemplaires à la sortie des usines, lors de réunions syndicales ou lors de manifestations ; et ils déposent aussi des exemplaires dans des librairies parisiennes en vue.
Pour chaque numéro, les articles publiés dans la revue sont mis à la discussion et soumis à la contradiction au sein du groupe. Ces textes peuvent être rédigés par n'importe quel membre du groupe, voire écrits à plusieurs mains. Toutefois, les deux meneurs du groupe et les deux théoriciens de la revue sont Castoriadis et Lefort (à lui seul, Castoriadis rédige une bonne partie des textes de Soub,),,.

### Les années cinquante
Les années cinquante sont mitigées pour SouB : avant 1956 le lectorat de la revue est limité et les activités de l'organisation ont peu d'impact, en 1958 le groupe connaît sa première scission.
Au début, la situation de la revue est fragile : le nombre d'abonnés est de cent-soixante en 1952, puis il s'élève à plus de deux-cents en 1959 ; les ventes au numéro dépassent rarement les cinquante exemplaires en 1952, puis elles atteignent les trois-cents exemplaires (parfois six-cents) à partir de 1956. Quant aux militants qui payent leur cotisation, ils sont (au plus bas) une dizaine en 1952, et (au plus haut) quarante-cinq à la fin de l'année 1959,.
Durant ces années cinquante, le contenu de Soub est principalement consacré à la démystification du régime politique de l'URSS et aux combats ouvriers : le groupe doit sauver la perspective révolutionnaire de l'emprise bureaucratique. D'une part, il faut analyser la nature inédite du système politique de la Russie : les rapports de production (son économie), l'architecture du régime (sa politique), la hiérarchisation de la société (sa sociologie) ; et ce afin de montrer que cet État communiste n'est pas un véritable État socialiste. D'autre part, il faut observer les actions du prolétariat : son activité au travail (résistance aux procédures et créativité), son organisation (comités de lutte et conseils ouvriers), ses révoltes (grèves et soulèvements) ; et ce afin de montrer aux ouvriers que par leurs actions ils s'auto-organisent : c'est-à-dire qu'ils visent leur autonomie et, ainsi, le socialisme.
Sur cette question de l'organisation, SouB entretient une correspondance avec Anton Pannekoek à propos des conseils ouvriers à partir de 1953 (voir Soub no 14, avril-juin 1954). Cependant, des divergences théoriques quant au rôle d'un parti ouvrier lors d'une révolution prolétarienne rompent ces échanges épistolaires,,. En 1956, le soulèvement de Poznań en république populaire de Pologne et l'insurrection de Budapest en république populaire de Hongrie semblent donner raison aux analyses et aux positions défendues par SouB depuis 1949 dans la revue : ces États communistes sont, en réalité, des régimes politiques bureaucratiques comme la Russie ; plus important encore, organisés en conseils les prolétaires réussissent à mener la révolution (voir Soub no 20, décembre 1956-février 1957),.
À la faveur de cette conjoncture politique, SouB publie un supplément mensuel à la revue à partir de 1957 : Pouvoir ouvrier,. Ce supplément s'ajoute au bulletin Tribune ouvrière distribué à l'usine Renault depuis 1954,. Moins théoriques que la revue, ces deux suppléments veulent être au plus près du vécu des ouvriers : il s'agit de rendre compte de leur quotidien, de retranscrire leurs préoccupations, leurs aspirations et leurs combats ; il s'agit, aussi, de leur offrir des médias où exposer leurs propositions politiques en dehors des partis et des syndicats,,,.
Pour conclure ce survol des années cinquante : l'audience et la notoriété de la revue augmentent à la fin de la décennie ; cependant, lorsqu'une nouvelle génération de militants adhère à SouB après 1956, des tensions naissent puis aboutissent à la première scission du groupe en 1958.

### 1958 Première scission: quelle organisation?
Après le coup d'État du 13 mai 1958 et l'arrivée au pouvoir de Charles de Gaulle, une dispute survient au sein de SouB à propos du mode d'organisation du groupe : faut-il que Socialisme ou Barbarie devienne un véritable parti et formule un programme politique ?
Dès 1951, une dispute similaire surgit : une majorité de membres (ralliée aux idées de Castoriadis) veut créer un parti révolutionnaire pour structurer l'avant-garde ouvrière en vue de la révolution (conformément au statut de l'organisation),, tandis qu'une minorité (ralliée aux idées de Lefort) compte sur un regroupement spontané de l'avant-garde pour provoquer la révolution,,.
En 1958 cette question de l'organisation ressurgit, la dispute aussi. Pour Castoriadis, la conjoncture politique est favorable à SouB : il faut constituer l'organisation en parti politique muni d'un programme, et ce en vue d'aider l'avant-garde ouvrière à réaliser ses objectifs politiques. Pour Lefort cette proposition est inacceptable, SouB ne peut pas se constituer en parti, se doter d’un programme et, en même temps, prétendre défendre l’autonomie des luttes sociales ; de fait, il y a là une contradiction entre, d'un côté, la détermination du programme par le parti pour guider la lutte et, de l'autre, la spontanéité des luttes menées par les ouvriers qui se déroulent toujours dans des situations concrètes et particulières,.

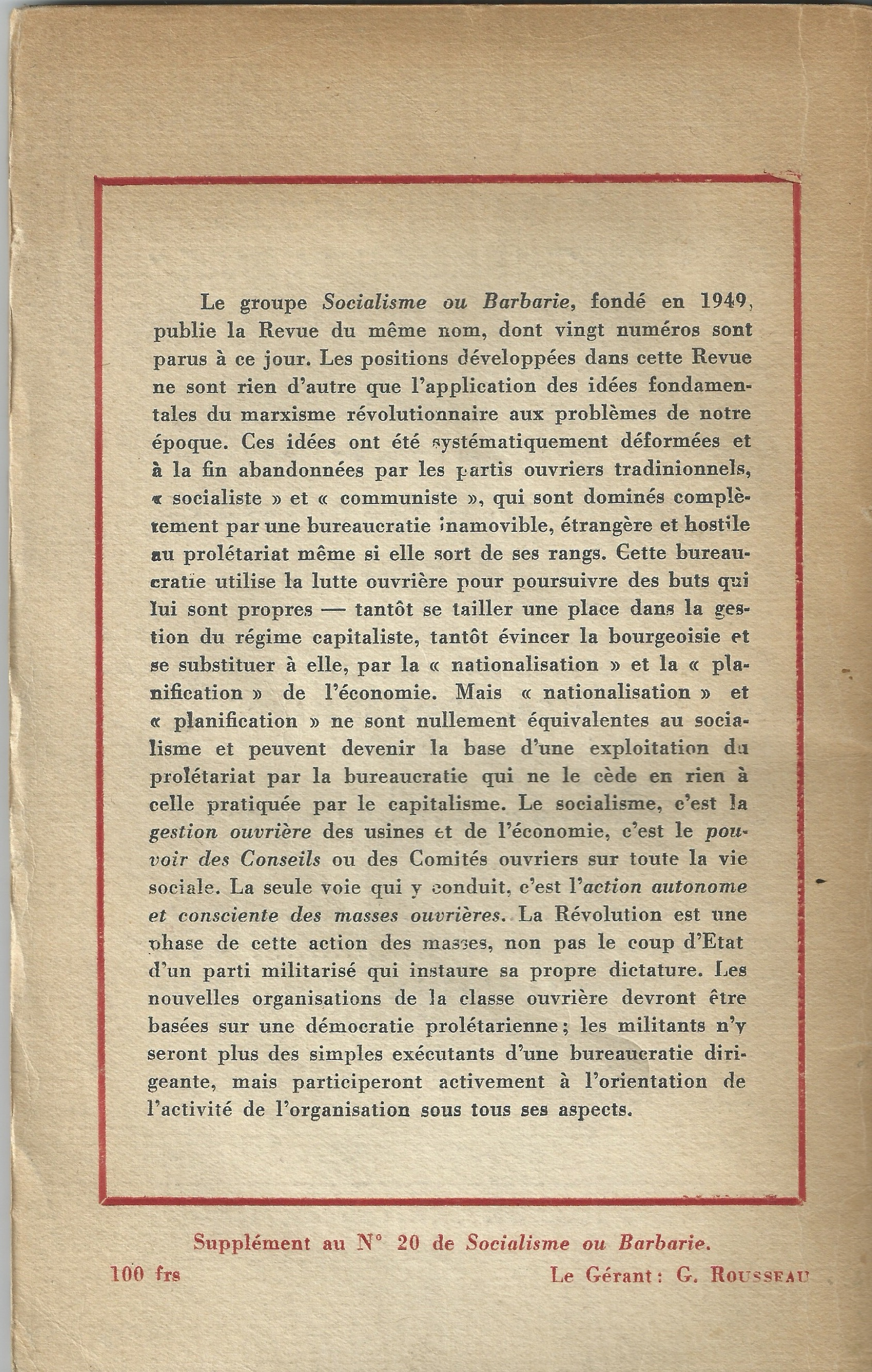
Quatrième de couverture d'un tract diffusé par Socialisme ou Barbarie en décembre 1956 intitulé « L'insurrection Hongroise. Questions aux militants du PCF ».

Plus fondamentalement, cette opposition sur la question de l'organisation est une opposition philosophique  et politique sur la façon de concevoir l'histoire du prolétariat, ainsi que son engagement et son action révolutionnaires,. Pour Lefort : le prolétariat n'est pas obligé de s'organiser en parti politique ; en effet, bien que la forme d'organisation politique qu'est le parti ait pu être adoptée par le prolétariat, cette forme d'organisation ne lui est pas nécessaire. Par ailleurs, former un parti révolutionnaire qui représente l'ensemble du prolétariat, c'est reproduire le schéma léniniste ; autrement dit, c'est vouloir former un parti qui impose sa théorie révolutionnaire aux ouvriers et, par suite, c'est vouloir former un organe bureaucratique de direction des masses. Pour Castoriadis : puisque le mouvement ouvrier vise la révolution afin de transformer la société capitaliste, il doit nécessairement se donner les moyens de parvenir à ses fins ; de la sorte, former un parti révolutionnaire qui représente l'ensemble du prolétariat, c'est adopter une forme d'organisation politique qui vise à instaurer la société socialiste. En outre, arguer du fait que tout parti politique est susceptible de dégénérer en organisation bureaucratique, c'est faire le jeu de la bureaucratie ; autrement dit, c'est vouloir laisser les véritables organisations bureaucratiques continuer à exploiter et dominer le prolétariat et, par suite, c'est vouloir lutter de façon ponctuelle et non viser la révolution.
En septembre 1958, la majorité des membres de l'organisation adopte la motion de Castoriadis. La minorité, une vingtaine de membres regroupés autour de Lefort et d'Henri Simon, quitte SouB pour créer une nouvelle organisation : Informations et liaisons ouvrières.

#### Informations et liaisons ouvrières
L'organisation Informations et liaisons ouvrières (ILO) est créée en 1958 par Claude Lefort, Henri Simon et un groupe de militants qui quittent l'organisation Socialisme ou Barbarie.
Constitué d'un groupe de discussion et d'un groupe inter-entreprises, ILO compte une vingtaine de membres parmi lesquels des enseignants, des étudiants, quelques ouvriers et des employés. Ceux-ci décident de publier un bulletin nommé Informations et liaisons ouvrières,, dans lequel sont collectés des récits de luttes rédigés par des ouvriers et des employés issus de divers milieux sociaux et de différentes entreprises. Pour ILO, la création d'une organisation (syndicat ou parti) est superflue, car le résultat inéluctable de la lutte des classes est la gestion des entreprises et de la société par les travailleurs eux-mêmes.
Après le départ de Lefort en 1960, ce groupe et ce bulletin deviennent : Informations et correspondance ouvrières (ICO),. Le groupe ICO, désormais principalement animé par Henri Simon, est actif jusqu'en 1974.

### Les années soixante
Les années soixante sont paradoxales pour SouB : les membres du groupe et le lectorat de la revue augmentent au début de la décennie ; mais une scission a lieu en 1963, la revue disparaît après 1965 et le groupe s'autodissout en 1967.
D'après un décompte de l'année 1961, SouB compte quatre-vingt-sept membres actifs, dont une nouvelle génération de militants alors étudiants. Du côté de la revue, les abonnements se sont stabilisés au-dessus de deux-cents et les ventes au numéro dépassent régulièrement les cinq-cents exemplaires (le plus grand nombre d'exemplaires vendus pour un numéro avoisine le millier).
Durant ces années soixante, le contenu de Soub cesse d'être focalisé sur l'URSS : le groupe doit être attentif aux situations politiques contemporaines pour saisir toute occasion révolutionnaire. D'une part, il faut analyser les guerres d'indépendance contemporaines et les nouvelles luttes d'émancipation : leurs revendications, leurs actions et leurs réalisations ; et ce afin de repérer ce qui, dans ces guerres et ces luttes, vise réellement l'émancipation et la révolution. D'autre part, en pleine Trente Glorieuses, il faut étudier le capitalisme occidental : comprendre comment il évolue et comprendre pourquoi il séduit une partie des travailleurs (mais aussi repérer les foyers de résistance et de créativité) ; et ce afin de renouveler le marxisme et le socialisme dans le but de relancer le mouvement ouvrier.
Après le massacre du 17 octobre 1961 à Paris lors d'une manifestation d'Algériens organisée par le FLN, SouB critique les organisations de gauche (la CGT, le PCF et le PSU) car elles n'ont envoyé aucun militant dans le cortège et ne soutiennent pas l'indépendance de l'Algérie. Jean-François Lyotard, qui analyse la situation en Algérie française dans Soub depuis 1956,, veut s'engager davantage : il intègre le réseau Curiel,. Une partie du groupe, dont Castoriadis et Alberto Masó, est opposée à ce que SouB soutienne l'organisation armée bureaucratique qu'est le FLN ; néanmoins, il est convenu que chaque membre du groupe soit libre d'aider le FLN discrètement,,.
Profitant de la petite notoriété de la revue, SouB anime en 1961 une conférence avec le groupe italien Unita Prolétaria mené par Danilo Montaldi et le groupe anglais Socialism Reaffirmed (qui publie la revue Solidarity). Puis en 1964 et 1965, SouB organise un cycle de débats auxquels sont invités des intellectuels proches de la revue Arguments : François Châtelet, Michel Crozier, Daniel Guérin, Claude Lefort (naguère membre de SouB), Serge Mallet et Edgar Morin,.
Pour conclure ce survol des années soixante : dès le début de la décennie, Castoriadis propose une critique du marxisme (le socle théorique de la revue) ; contestée, cette critique génère des controverses qui entraînent la seconde scission du groupe en 1963.

### 1963 Seconde scission: quel marxisme?
Alors que les Trente Glorieuses se poursuivent et que la société de consommation émerge en France, Castoriadis estime que le capitalisme se stabilise. Plus, il considère qu'il faut abandonner le marxisme afin d'élucider les nouveaux changements économiques, politiques et sociaux.
Dès la fin des années cinquante, Castoriadis développe des analyses qui aboutissent à une nouvelle conception de la société. Pour synthétiser : Castoriadis soutient que le capitalisme moderne occidental peut désormais surmonter les crises économiques, et il affirme que les concepts de la théorie marxiste ne sont plus adéquats pour élucider la situation contemporaine. Pour la moitié des membres de SouB qui entérine ces analyses, il faut réorienter les théories et les pratiques de l'organisation : d'abord, il faut s'intéresser à la situation des femmes et à la jeunesse, ainsi qu'au mouvement des droits civiques aux États-Unis, car leurs luttes sont révolutionnaires ; ensuite, il faut étudier l'essor de la société de consommation, des loisirs et de la culture ; enfin, il faut sortir du carcan marxiste et ouvrir la revue à des auteurs extérieurs,.

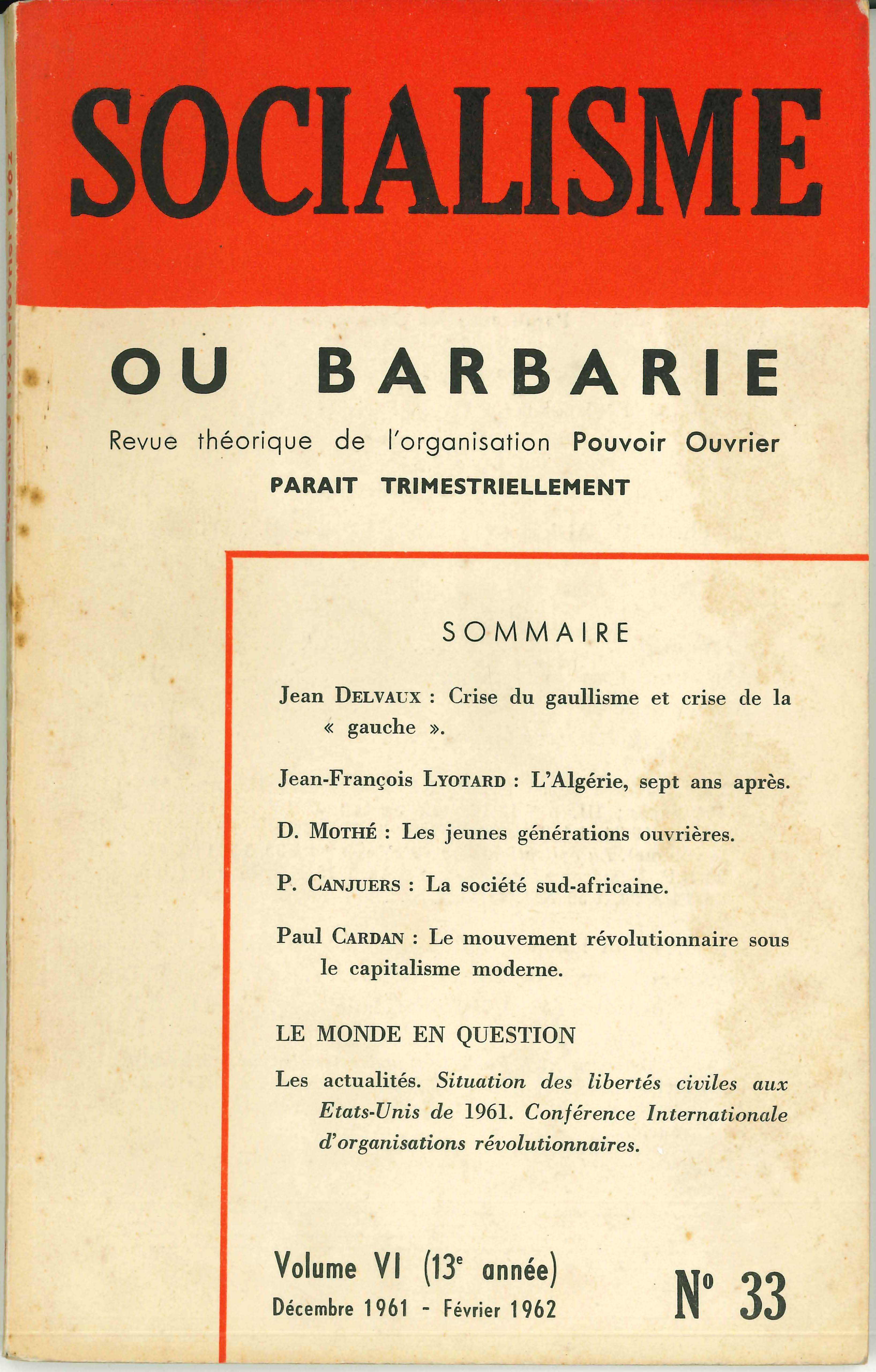
Couverture du no 33 de la revue Socialisme ou barbarie. Le sous-titre témoigne du bref changement de nom de SouB : « Revue théorique de l'organisation Pouvoir Ouvrier ».

Opposée à ces analyses et se réclamant des positions initiales de SouB, l'autre moitié du groupe appuie les critiques que Lyotard, Masó et Pierre Souyri adressent à Castoriadis,. Contre ce dernier, ils réaffirment tous la pertinence de la théorie marxiste. Ainsi, Lyotard et Souyri contestent l'abandon du concept d'« exploitation » au profit de celui d'« aliénation » : d'une part, ceci brouille les frontières entre les classes sociales et, d'autre part, ceci conduit à l'abandon de toute lutte des classes,. De son côté, Masó rappelle que la contradiction centrale du capitalisme est celle qui oppose les moyens de production et les forces productives, et non l'opposition entre « dirigeants » et « exécutants »,. Pour leur part, Souyri et Cyrille Rousseau de Beauplan réfutent l'idée selon laquelle le capitalisme peut à présent surmonter les crises économiques indéfiniment. Et tous, Masó, Lyotard, Rousseau de Beauplan et Souyri, mettent en doute l'idée de Castoriadis selon laquelle le prolétariat serait entré dans une phase d'apathie politique. Enfin, sur un autre plan, Masó et Rousseau de Beauplan regrettent que SouB se transforme en un cercle d'intellectuels au lieu de participer activement aux luttes des prolétaires.
Après ces controverses internes, en juillet 1963 la moitié des membres de SouB opposée à ces réorientations théoriques et pratiques quitte l'organisation. Elle crée un nouveau groupe et prend la direction de la publication du supplément Pouvoir ouvrier.

#### Pouvoir Ouvrier
Le groupe Pouvoir Ouvrier (PO) est créé en 1963 par Jean-François Lyotard, Alberto Masó, Pierre Souyri et une vingtaine de militants qui quittent l'organisation Socialisme ou Barbarie.
Ce nouveau groupe reprend le bulletin (et le nom) Pouvoir ouvrier publié comme supplément à la revue Socialisme ou barbarie depuis 1957. Partisans des conseils ouvriers élus et révocables, les membres de PO entendent construire une nouvelle organisation révolutionnaire : celle-ci doit prendre la forme d'un parti, associant une avant-garde de travailleurs manuels et intellectuels, dont le but est d'aider les travailleurs à réaliser leur propre avenir ; en tant que groupe d'orientation, de coordination et de lutte, ce parti est indispensable afin que la lutte du prolétariat aboutisse à l'instauration du pouvoir des travailleurs.
À l'automne 1966 Lyotard quitte PO puis, en janvier 1968, Souyri quitte à son tour PO. Finalement, le groupe cesse toute activité en décembre 1969,,.

### 1965-1967 Fins
La seconde moitié des années soixante est fatale pour SouB : le nombre de militants chute, le contenu de la revue est à l'avenant, Castoriadis décide de suspendre la revue.
Au début de 1963 SouB compte une quarantaine de membres, après la scission il n'en reste plus qu'une vingtaine. Les activités militantes deviennent sporadiques et la ligne éditoriale de la revue est plus souple (des textes d'Edgar Morin et de Joseph Gabel sont publiés,),. Diffusé à l'été 1965, le quarantième numéro de Soub est le dernier (sans être annoncé comme tel).

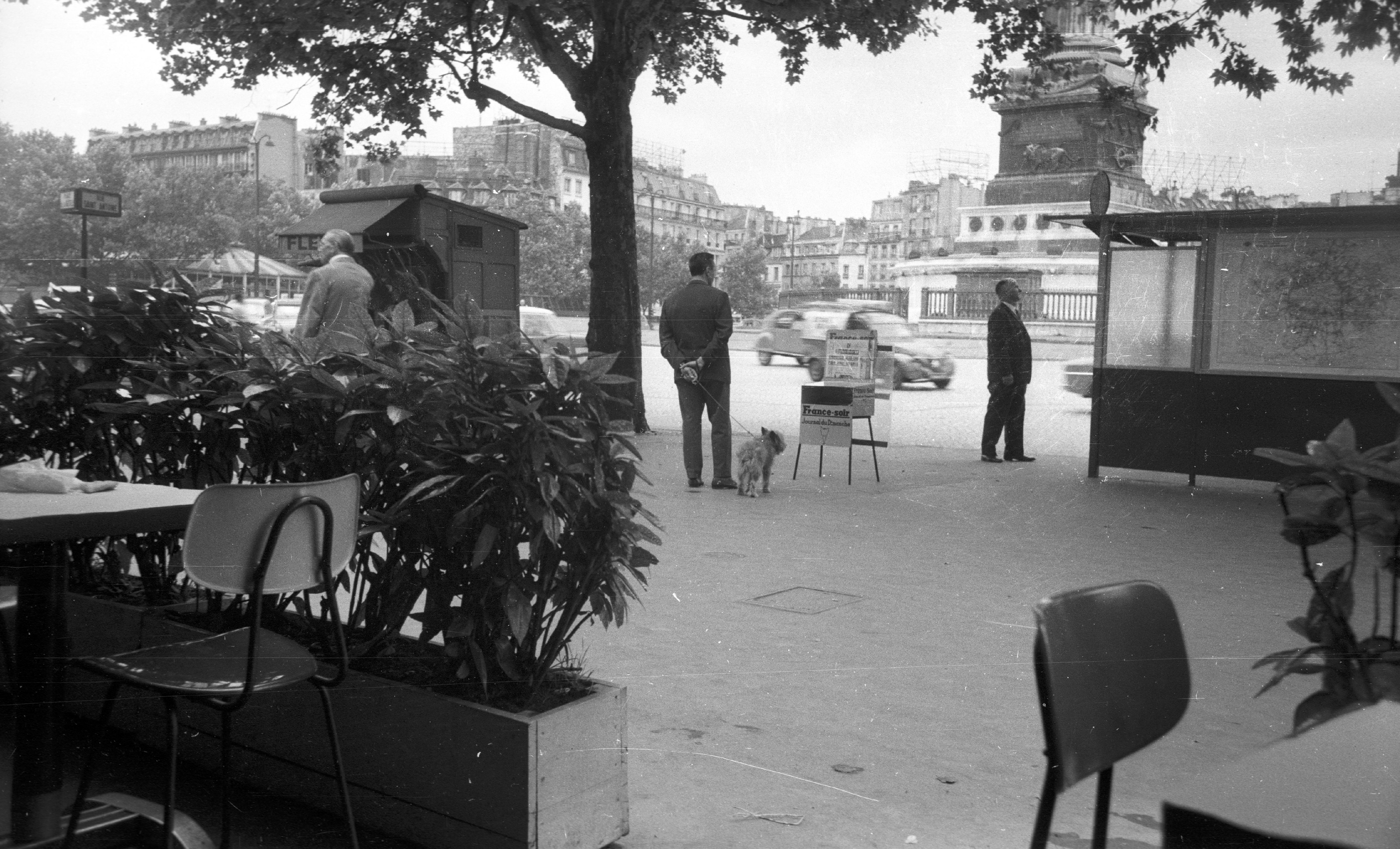
Photographie de la place de la Bastille (Paris) prise en 1964.

En mai 1967, alors qu'il ne reste qu'une dizaine de membres, sur proposition de Castoriadis l'organisation Socialisme ou Barbarie est dissoute lors d'une ultime réunion du groupe. Cette autodissolution n'est pas unanime : certains membres comme Christian Descamps, Alain Guillerm et Benno Sternberg sont contre ; d'autres, comme Sébastien de Diesbach, Enrique Escobar, Georges Petit et Jacques Signorelli approuvent la motion de Castoriadis,.
En juin 1967, un courrier est envoyé aux abonnés leur annonçant la suspension indéterminée de Socialisme ou barbarie,. La revue n'est jamais relancée. L'organisation cesse toute activité.

## Idées propagées

### Une nouvelle organisation est nécessaire
Pour les militants de SouB, la nécessité de constituer une nouvelle forme d'organisation découle de deux faits prépondérants : les organisations politiques créées par les ouvriers ne défendent plus leurs revendications, le parti communiste en Russie n'est pas une organisation révolutionnaire.
Dès sa création (voir Soub no 1, mars-avril 1949), SouB se conçoit comme une organisation révolutionnaire nouvelle que le prolétariat peut suivre,. À l'écart des syndicats qui musellent les revendications des ouvriers, qui finissent par se bureaucratiser et qui, fatalement, pactisent avec le capitalisme, SouB veut être cette organisation qui lutte pour réaliser les revendications du prolétariat. À distance des partis de gauche qui ne représentent pas les ouvriers, qui sont toujours des organisations bureaucratiques et qui, de fait, pérennisent leur exploitation (tels le PCUS en URSS, le PCF en France ou le PCY de Tito), SouB veut être ce parti qui mène la révolution au côté du prolétariat.
Pour Castoriadis, l'organisation en parti est nécessaire car les ouvriers, exploités dans leur travail et enserrés dans les contradictions du capitalisme, ne sont pas tous en mesure de prendre conscience de leur situation d'exploitation, ni en mesure de formuler explicitement un programme de gestion socialiste (alors même que, par leurs revendications et par leurs activités dans les usines, ils sont déjà sur la voie du socialisme),. La tâche de ce parti est d'assurer la circulation des informations (expériences de luttes réussies et idées socialistes pertinentes) ; aussi, il doit jouer le rôle de catalyseur et indiquer des perspectives futures positives (et, d'une certaine manière, guider l'avant-garde). Pour autant, cette organisation n'est pas un organe de direction des masses : prenant acte des travers de la bureaucratisation des partis qui, dans les faits, contrôlent toute volonté d’émancipation ; s'appuyant sur les expériences concrètes du prolétariat, dont les grèves et les conseils ouvriers ; cette nouvelle forme de parti doit propager l’idée d’autonomie visée par les ouvriers et les salariés eux-mêmes.

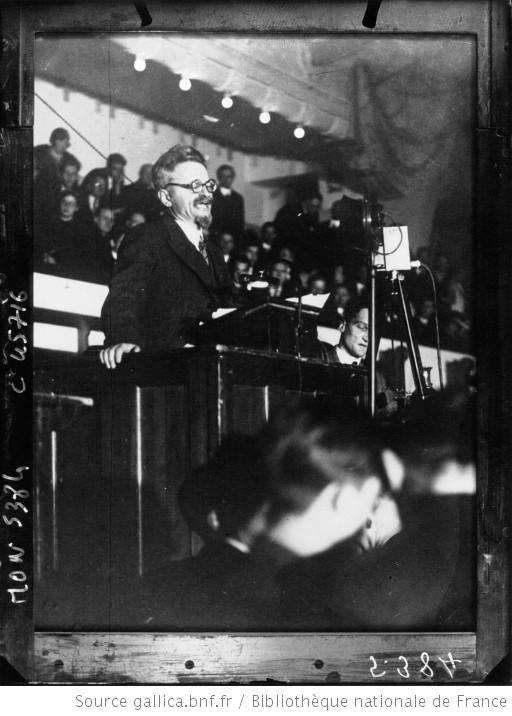
Photographie de Léon Trotski prise en 1932 lors d'une conférence de presse à Copenhague (Danemark).

Pour Lefort, si une organisation est nécessaire, celle du parti politique est inconséquente parce qu'elle reproduit la distinction entre « dirigeants » et « exécutants » et, par suite, la domination bureaucratique dénoncée dans Soub à longueur d'article,. Par conséquent, pour Lefort la tâche de SouB doit se limiter aux activités suivantes : d'une part, être à l’écoute des ouvriers, diffuser le savoir accumulé par les expériences et les situations concrètes ; d'autre part, favoriser le regroupement des éléments les plus conscients et les plus politisés et, ainsi, effectuer un travail de liaison entre les multiples groupes de militants qui, eux, organisent librement leur(s) activité(s),. Pour le dire autrement : l'organisation SouB ne doit pas se constituer en parti révolutionnaire ; la revue Soub doit être un média par lequel SouB propose ses réflexions et adresse ses critiques au prolétariat, afin de l'accompagner dans ses luttes ; enfin, seuls les ouvriers peuvent fixer, en lien avec leurs expériences, les objectifs de leur lutte contre la domination bureaucratique.
Alors que ces deux conceptions entraînent la première scission de SouB en 1958 (voir plus haut : « 1958 Première scission : quelle organisation ? »), penser une nouvelle forme d'organisation révolutionnaire reste un impératif face à la domination exercée par le PCUS en Russie : car ce parti ne vise plus la révolution, il a institué un État bureaucratique et totalitaire.

### La Russie est bureaucratique et totalitaire
Lorsque le groupe SouB quitte le PCI en 1948, c'est sur fond de désaccord quant à la caractérisation du régime politique de la Russie. Contre la position du PCI qui considère que la Russie est un « État ouvrier dégénéré », SouB affirme que la Russie est un État bureaucratique et totalitaire.

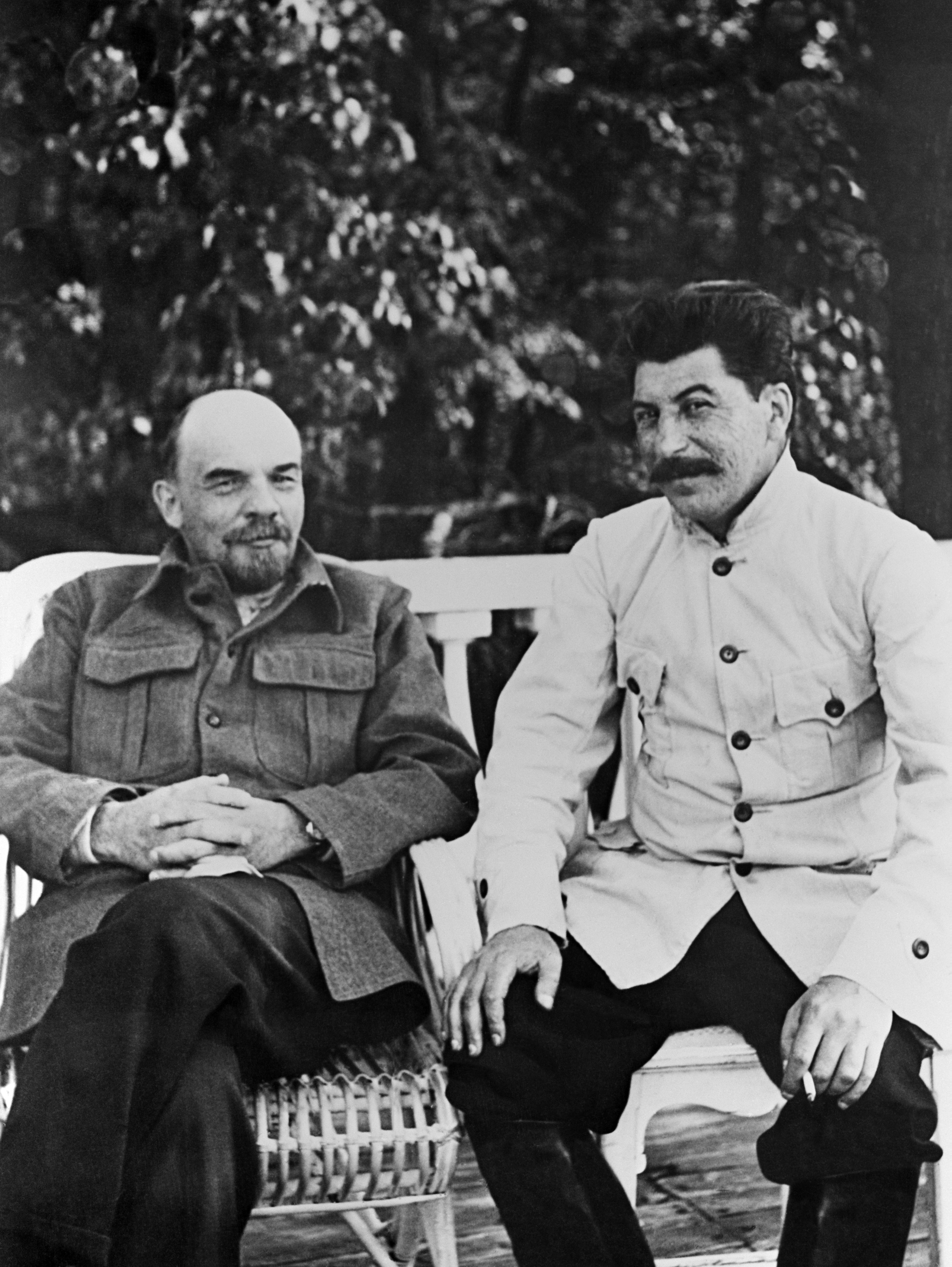
Photographie de Vladimir Ilitch Lénine (à gauche) et Joseph Staline (à droite), prise en septembre 1922 à Gorki (Russie) par la sœur de Lénine (Maria Ilinitchna Oulianova).

C'est dans son article « Les rapports de production en Russie » que Castoriadis caractérise le régime politique russe comme régime bureaucratique (voir Soub no 2, mai-juin 1949). Pour Castoriadis, qui s'appuie sur la théorie marxiste, il existe en Russie une nouvelle classe sociale qui a le monopole des moyens de production, qui décide de l'orientation de la production et qui exploite la force de travail des prolétaires : la classe bureaucratique. Et bien que cette nouvelle classe dirigeante ait aboli la propriété privée et puisse affirmer que la Russie soit un régime communiste, dans les faits cette classe bureaucratique exerce le pouvoir à la manière de la bourgeoisie en régime capitaliste. Ainsi, pour Castoriadis, le régime politique de la Russie peut être caractérisé comme un régime « capitaliste bureaucratique » : « capitaliste » parce que l'exploitation n'a pas disparu, pire elle s'est accentuée (les syndicats libres n'existent pas en Russie) ; « bureaucratique » parce que la classe dirigeante et exploiteuse détient l'appareil d'État et exerce sa domination sur la classe ouvrière (c'est la bureaucratie du PCUS qui dicte sa loi).
C'est dans son article « Le totalitarisme sans Staline » que Lefort caractérise le régime politique russe comme régime totalitaire (voir Soub no 19, juillet-septembre 1956). Pour Lefort, qui s'accorde avec Castoriadis pour caractériser la Russie comme régime bureaucratique, il faut aussi prêter attention à la singularité politique du régime russe façonné par Joseph Staline : le stalinisme. En effet, Staline exerce le pouvoir d'une manière nouvelle : il détient les pouvoirs politique, économique et judiciaire ; en d'autres termes, il dispose des pleins pouvoirs et n'hésite pas à éliminer physiquement ceux qui s'opposent à sa doctrine. Plus encore, par son exercice du pouvoir politique Staline édifie une nouvelle forme de société : la distinction et la séparation entre la société civile et l'État sont abolies, c'est-à-dire que l'État et la société civile fusionnent sous la direction du parti ; plus essentiellement, c'est l'ensemble de la société russe qui doit être unifiée, la société russe doit être unitaire (aucune division, ni sécession ne sont tolérées),. Cette unité sociale et politique recherchée par Staline, Lefort la caractérise comme « totalitaire ».
Cette caractérisation du régime politique Russe comme capitalisme bureaucratique le rapproche d'un autre capitalisme : le « capitalisme bureaucratique fragmenté » institué dans les pays occidentaux. Pour SouB, ces deux capitalismes sont deux impérialismes en lutte pour la domination mondiale : et cette lutte ne peut mener qu'à la Troisième Guerre mondiale.

### Une Troisième Guerre mondiale est imminente
Au xxe siècle, après la Seconde Guerre mondiale, une guerre froide naît entre deux États aux idéologies opposées : les États-Unis et l'URSS. Quand la guerre de Corée débute en juin 1950, les membres de SouB y voient la confirmation qu'une Troisième Guerre mondiale va éclater.
Pour SouB, le capitalisme moderne est non seulement un système économique, mais c'est aussi une forme de société commune aux États du bloc de l'Ouest et du bloc de l'Est ; et l'évolution des économies modernes fait que l'économie mondiale est dominée par deux types de capitalisme : le « capitalisme bureaucratique fragmenté » occidental et le « capitalisme bureaucratique d'État » soviétique,. Ceux deux types de capitalisme partagent des similitudes dans leur organisation et dans leur contradiction : dans le « capitalisme bureaucratique fragmenté » dont les États-Unis sont le fer de lance, la concentration du capital entraîne la disparition des capitalistes individuels indépendants et engendre l'apparition d'une classe bureaucratique qui organise le travail dans les entreprises ; dans le « capitalisme bureaucratique d'État » dont le fer de lance est l'URSS, la concentration du capital est mise en œuvre par une classe bureaucratique qui possède l'appareil d'État et dirige la production (voir ci-dessus : « La Russie est bureaucratique et totalitaire »).

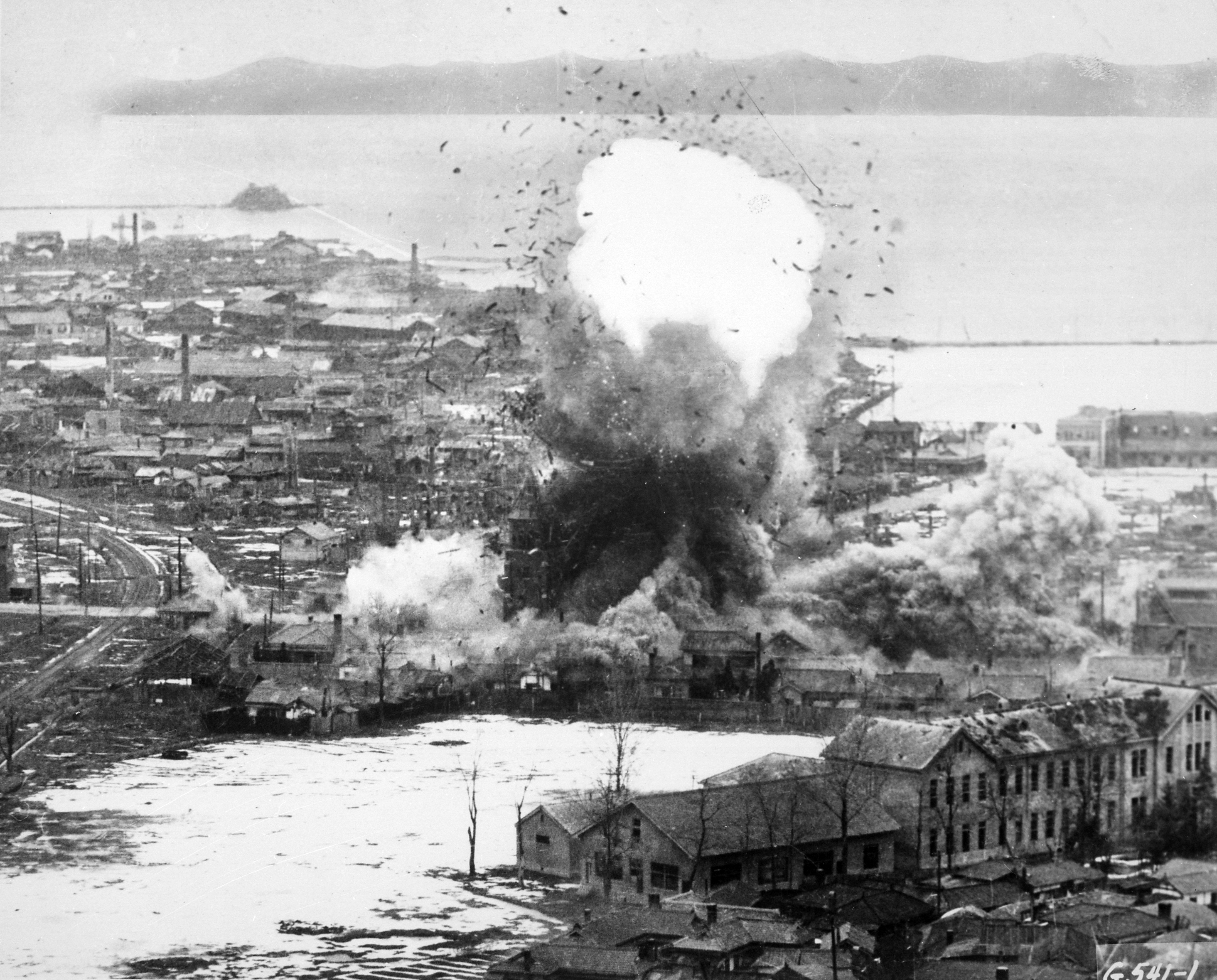
Photographie (probablement prise en 1951) de l'explosion d'une bombe à Wonsan lors de la Guerre de Corée (1950-1953).

Bien que ces deux types de capitalisme diffèrent dans leur structure, la concentration du capital est inéluctable en régime d'économie capitaliste ; par conséquent, la lutte pour l'hégémonie est elle aussi inéluctable : une guerre impérialiste entre les États-Unis et l'URSS est inévitable,. Pour SouB, face à ce péril dans la barbarie et face à l'avènement d'un régime totalitaire mondial (voir Soub no 9, avril-mai 1952), le prolétariat doit saisir l'occasion de s'organiser pour combattre ces deux fronts : celui de l'exploitation économique et celui de la domination politique. Pour Cyrille Rousseau de Beauplan, le prolétariat fera de cette Troisième Guerre mondiale sa guerre : à savoir une révolution.
En 1953, quand les premiers signes de la détente entre les États-Unis et l'URSS apparaissent, SouB revoit sa position sur la situation politique internationale : la Troisième Guerre mondiale n'aura pas lieu. Et toute perspective de révolution dans un avenir proche est abandonnée.

### Le capitalisme moderne évolue (et il se consolide)
En tant qu'organisation prolétarienne, SouB lutte contre le capitalisme. En ce milieu de xxe siècle, le groupe s'attèle à étudier l'évolution du capitalisme tant sur le plan économique (la production et la consommation) que sur le plan organisationnel (sa forme et sa structure).
Pour Castoriadis, l'évolution récente significative du capitalisme se trouve dans la contradiction qui croît au sein de l'organisation du travail. D'abord repérée au sein du « capitalisme bureaucratique d'État » soviétique (qui prétend avoir institué la gestion ouvrière de la production), puis mise en évidence au sein du « capitalisme bureaucratique fragmenté » occidental (qui prétend inclure les salariés au processus de production), la contradiction essentielle du capitalisme moderne contemporain réside dans la séparation entre « dirigeants » et « exécutants » dans la production. Pour synthétiser : dans le processus de production le capitalisme doit réduire les travailleurs à de simples exécutants et, à la fois, faire participer ces mêmes travailleurs ; or, si le capitalisme parvient à réduire les travailleurs à de simples exécutants, son processus de production s'enraye et finit alors par s'effondrer. Ainsi, la contradiction gît dans le fait que le capitalisme doit, simultanément et constamment, exclure et faire participer les travailleurs au processus de production ; c'est-à-dire : d'une part réfréner la créativité et l'auto-organisation des exécutants pour maintenir sa domination et l'exploitation, d'autre part, susciter la créativité et l'auto-organisation des exécutants car celles-ci sont nécessaires au bon fonctionnement du processus de production, ainsi qu'à l'augmentation de la productivité,.

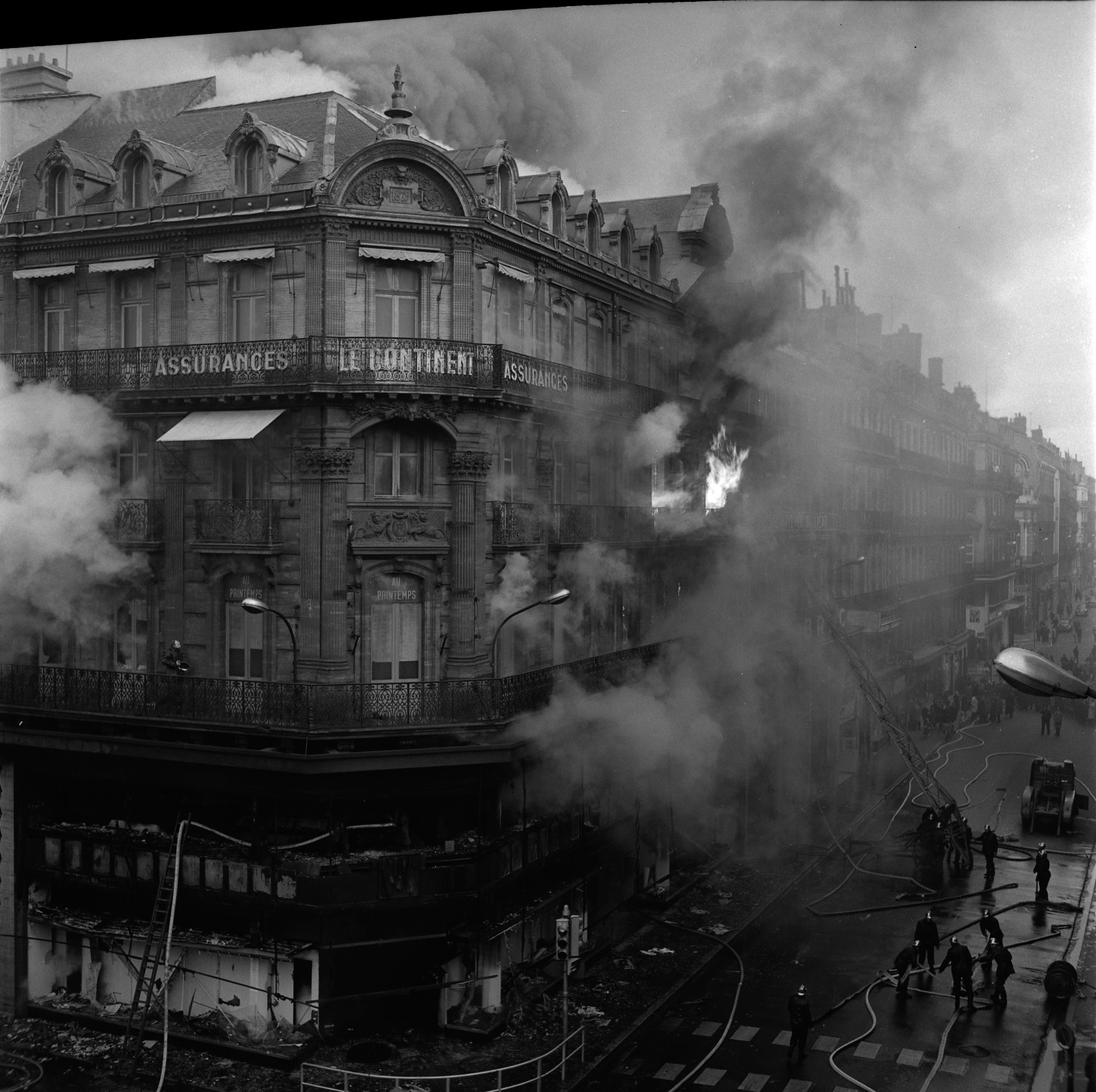
Photographie prise le 11 mars 1964 lors d'un incendie du magasin Printemps rue d'Alsace-Lorraine à Toulouse (France).

À la fin des années cinquante, en pleine Trente Glorieuses, Castoriadis réévalue l'évolution du capitalisme occidental (voir Soub no 31, décembre 1960-février 1961). D'après lui, sur le plan économique : la course à la productivité et la concentration du capital augmentent ; sur le plan organisationnel : l'extension des régimes bureaucratiques et la bureaucratisation croissante de la société capitaliste se confirment . Cette bureaucratisation se remarque dans l'organisation des sociétés occidentales qui prend la forme d'une pyramide sociale : désormais la plupart des individus (bien que soumis à l'aliénation) peuvent, depuis leur position dans la hiérarchie sociale, combattre le capitalisme ; autrement dit, le prolétariat n'est plus l'unique sujet révolutionnaire, chaque individu (ouvrier ou salarié, travailleur manuel ou intellectuel, homme ou femme, adulte ou jeune, etc.) est potentiellement un révolutionnaire (par suite, l'idée de lutte des classes est abandonnée). Cependant, le régime capitaliste-bureaucratique est à présent capable non seulement d'éliminer les crises économiques, mais aussi d'assurer perpétuellement la croissance et l'augmentation du niveau de vie ; par conséquent, cette capacité du capitalisme à satisfaire les besoins des individus entraîne l'apathie politique de la population (paradoxalement ceci repousse l'advenue de la révolution, alors même que le nombre d'individus susceptibles de vouloir une révolution augmente),.
L'attention portée à l'évolution du capitalisme par les membres de SouB s'inscrit dans leur volonté de montrer aux ouvriers et aux salariés que cette société d'exploitation comporte des failles et des contradictions. Celles-ci gisent au cœur de la production : là où le prolétariat se montre créatif et où il peut prendre le contrôle de cette production. Plus encore, c'est le prolétariat lui-même qui, dans son travail quotidien, met au jour ces failles et ces contradictions. Aussi est-ce pourquoi, outre la propagation d'idées dans leur revue, les membres de SouB s'engagent au côté du prolétariat.

## Engagements

### Épauler le mouvement ouvrier
L'engagement des membres de SouB au côté des ouvriers et des salariés prend diverses formes : des membres du groupe participent aux luttes, le groupe analyse les grèves ouvrières, la revue diffuse des témoignages d'ouvriers à propos de leur travail.
Organisation majoritairement constituée d'intellectuels, SouB compte cependant quelques ouvriers et salariés actifs au sein de leurs entreprises,. Ouvrier aux usines Renault, Daniel Mothé participe aux luttes au sein de son atelier (grèves perlées, perruque, diffusion de tracts, etc.) ; aussi, Mothé crée avec Raymond Hirzel le bulletin Tribune ouvrière (en 1954) dans lequel les ouvriers sont invités à exprimer leurs points de vue et leurs expériences sur leurs conditions de travail,,. De leur côté, Henri Simon et Guy Gély créent un Conseil du personnel aux Assurances Générales-Vie (en 1956) qui remporte les élections des délégués du personnel face au syndicat Force ouvrière et à la Confédération française des travailleurs chrétiens ; ce Conseil porte les revendications des employés, organise des réunions et édite un bulletin. Néanmoins, ces deux expériences tournent court : par manque de ligne éditoriale claire, et après le départ de Hirzel, Tribune ouvrière cesse de paraître en 1962 ; quant au Conseil du personnel, l'expérience s'essouffle au bout d'une année par crainte de voir son fonctionnement démocratique se transformer en syndicat.

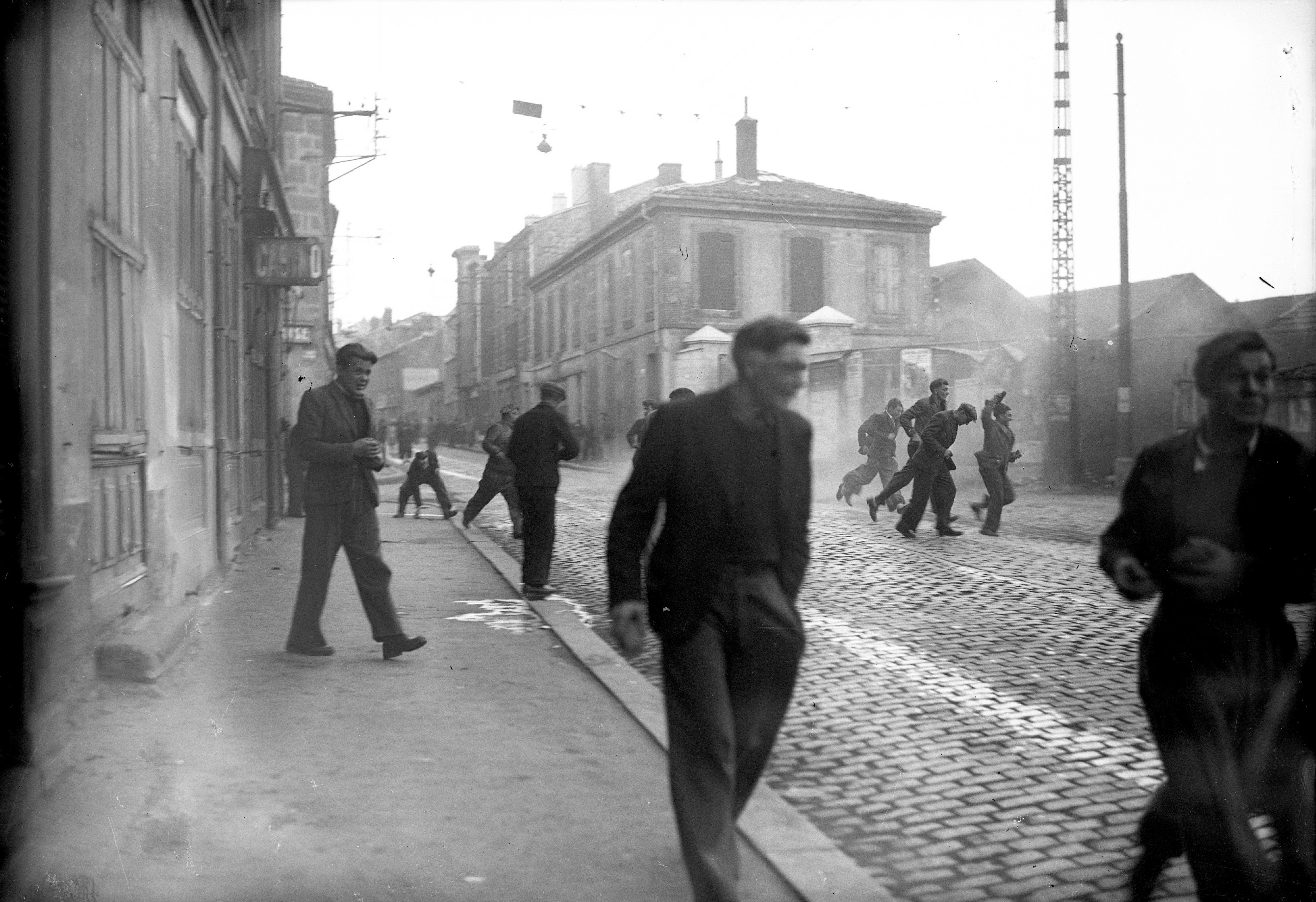
Photographie prise le 20 octobre 1948, quand des heurts éclatent avec la police lors de la grève des mines du Puits Villiers à Saint-Étienne (France).

Une autre forme de participation aux luttes ouvrières choisit par SouB consiste à analyser et rejoindre les grèves lancées par le prolétariat. Ainsi plusieurs grèves sont étudiées dans la revue : celles de l'été 1953 en France, celles de 1955 à Saint-Nazaire et Nantes, celles de l'hiver 1960-1961 en Belgique (où onze membres du groupe, dont Guy Debord, sont envoyés pour nouer des liens avec les grévistes). Pour synthétiser les analyses que les membres de SouB font de ces grèves : d'abord les ouvriers se soulèvent, ainsi par leurs actions et leurs revendications ils manifestent une certaine autonomie, ; néanmoins, dès que les syndicats reprennent la main sur ces soulèvements, leurs interventions parfois appréciables (comme en 1953) s'avèrent le plus souvent délétères (comme en 1955,) ; par suite, il faut concevoir et constituer une nouvelle forme d'organisation révolutionnaire à même de mener la lutte prolétarienne à son terme (voir plus haut : « Une nouvelle organisation est nécessaire »),,.
Aussi, SouB conçoit la diffusion de témoignages ouvriers comme une véritable forme d'intervention et de participation aux luttes ouvrières. Par exemple : signé sous le pseudonyme de « Paul Romano », le texte d'un ouvrier américain proche de la tendance Johnson-Forest est traduit dès le premier numéro de la revue (voir Soub no 1, mars-avril 1949),,. Pour les membres de SouB, ces témoignages mêlés de descriptions et d'analyses des conditions de travail, ainsi que de réflexions et de propositions sur la façon d'organiser autrement la production, fournissent des enseignements importants : d'abord, dans et par leur travail les ouvriers se constituent comme sujet ; ensuite, dans leurs façons de s'organiser les ouvriers visent la gestion ouvrière de la production ; par conséquent, les ouvriers manifestent et démontrent quotidiennement qu'ils veulent abolir le capitalisme (voir plus bas : « Encourager l’auto-organisation »),,.
Ces témoignages et ces réflexions du prolétariat peuvent le mener à des actions et des luttes qui souvent entraînent des grèves et, parfois, des soulèvements. SouB guette ces luttes ayant cours de par le monde afin de repérer les prodromes d'une révolution.

### Guetter les révolutions
La révolution est un objectif visé par tous les membres de SouB. Dans les années cinquante en Europe, certains évènements dans les pays du Bloc de l'Est sont analysés avec attention par SouB : s'agit-il de révolutions ?
En République démocratique allemande (RDA) en juin 1953, le prolétariat se soulève à Berlin Est (voir Soub no 13, janvier-mars 1954). Ayant vécu en RDA de 1946 à 1952, Benno Sternberg remarque dans l'insurrection de 1953 des actions qu'il avait déjà observées : contre l'organisation bureaucratique de la production instaurée par le régime soviétique, les ouvriers créent des comités d'usines pour instaurer la gestion ouvrière puis ils fédèrent ces comités afin d'instituer un gouvernement des travailleurs. Malgré la répression soviétique et l'échec de cette insurrection, Alberto Masó affirme que celle-ci montre la vraie nature du régime politique de l'URSS : c'est un système d'oppression dirigé par une classe bureaucratique qui exploite la classe ouvrière, les États sous le joug de l'URSS ne sont aucunement communistes ni socialistes,.
En république populaire de Pologne (RPP) en 1956, le prolétariat se soulève à Poznań (voir Soub no 21, mars-mai 1957). Quand ils apprennent la perte de leur prime, des ouvriers de Poznań se révoltent : ils désarment la milice locale, sont rejoints par une partie de l'armée et défient le pouvoir soviétique ; cependant l'Armée rouge rétablit rapidement le pouvoir bureaucratique. Au retour d'un bref séjour de RPP en fin d'année 1956 avec Robert Antelme, Dionys Mascolo et Edgar Morin, Lefort tempère l'enthousiasme des membres de SouB en expliquant que la situation n'est pas proprement révolutionnaire : les soviets polonais présentent une tendance contre-révolutionnaire, la paysannerie a demandé la dé-collectivisation des terres, enfin, l'Église pourrait retrouver une certaine influence,.

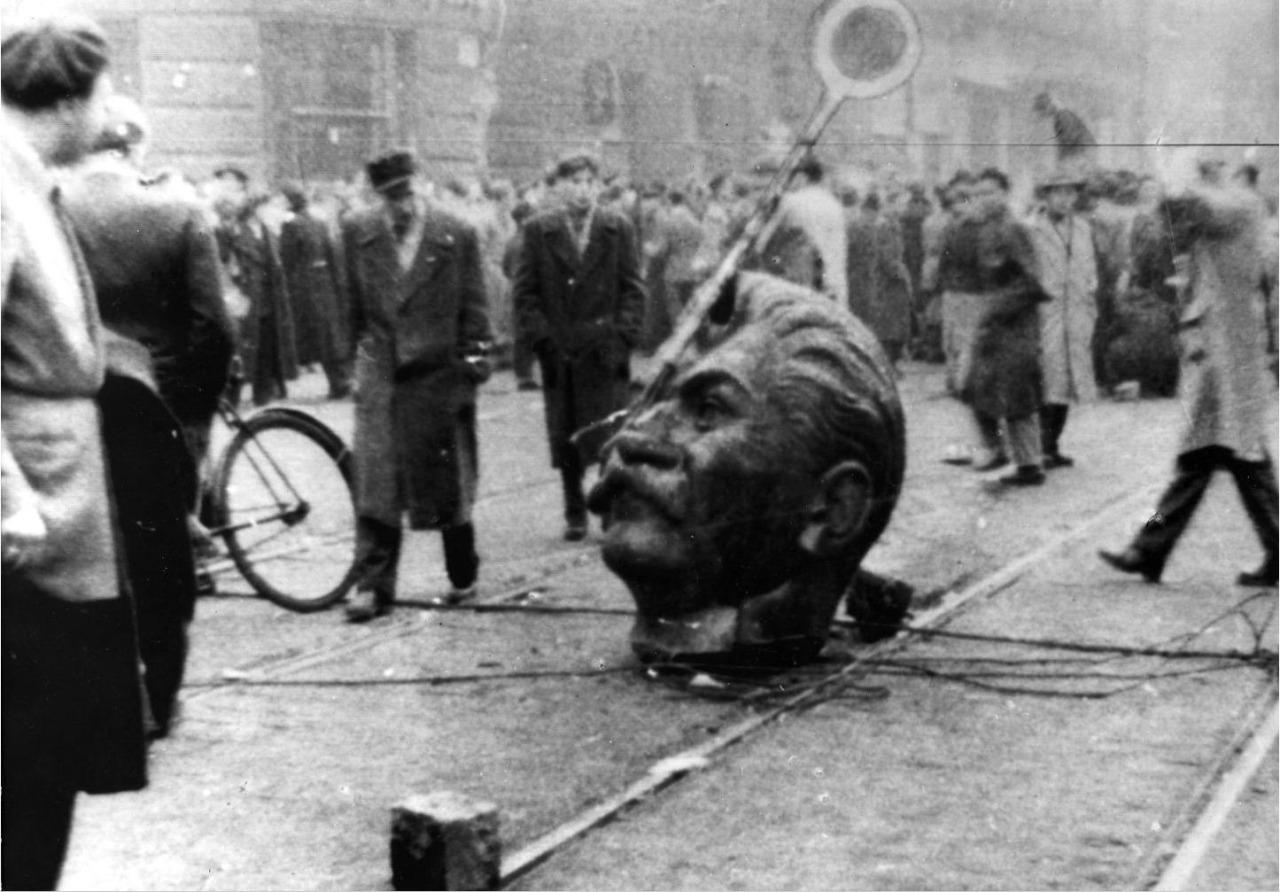
Photographie prise en 1956 dans une rue de Budapest lors de l'insurrection de la capitale de la république populaire de Hongrie. Une partie d'un monument à la gloire de Joseph Staline gît sur le pavé.

Cette même année 1956, en république populaire de Hongrie le prolétariat se soulève à Budapest (voir Soub no 20, décembre 1956-février 1957). Après la répression d'une manifestation étudiante à Budapest par la police politique hongroise, une révolte s'étend à tout le pays : des conseils ouvriers prennent la direction des usines et des administrations, un nouveau gouvernement dirigé par Imre Nagy annonce que la Hongrie se retire du Pacte de Varsovie ; en réaction, le Politburo du PCUS ordonne à l'Armée rouge de réprimer l'insurrection, puis János Kádár est installé à la tête d'un gouvernement communiste hongrois,. Outre le fait que ce soulèvement révèle une nouvelle fois la nature bureaucratique et totalitaire des régimes soviétiques, les membres de SouB insistent sur le rôle primordial des conseils ouvriers. En effet, organisés en conseils les ouvriers réussissent à mener à terme leur révolution : d'une part, ils renversent un régime politique qui les exploite et les domine (le « capitalisme bureaucratique d'État ») ; d'autre part, ils prennent le contrôle des organes de production (usines, mines, soviets paysans) et de gouvernement (communes, parlement) afin d'instaurer un nouveau régime politique prolétarien,,.
Ces soulèvements sont riches d'enseignements pour les membres de SouB : le prolétariat est capable de déclencher des révolutions au sein même des régimes totalitaires occidentaux. SouB observe alors le tiers-monde afin de savoir si, ailleurs, le prolétariat mène aussi des révolutions.

### Observer le tiers-monde
Internationalistes, les membres de SouB prêtent attention à l'évolution de la situation internationale. Car, quelle que soit sa localisation géographique, lorsque les conditions nécessaires sont réunies le prolétariat peut déclencher une révolution.
Au milieu du xxe siècle, après la Première et la Seconde Guerre mondiale, la décolonisation prend de l'ampleur et les déclarations d'indépendance se multiplient. Si SouB est attentif à ces guerres d'indépendance et ces mouvements d'émancipation, le groupe ne partage pas l'optimisme des tiers-mondistes pour lesquels, tandis que le prolétariat a failli en Occident, le renouveau du mouvement ouvrier serait l'œuvre des peuples du tiers-monde,. Néanmoins, face au recul des mobilisations ouvrières occidentales, le groupe observe ces mouvements afin de voir ce qui dans ces luttes relève réellement de l'émancipation.
Depuis 1949 en république populaire de Chine, le maoïsme applique le marxisme-léninisme afin d'instaurer un État communiste. Pierre Souyri étudie l'histoire de la Chine pour caractériser ce nouveau régime politique (voir Soub no 24, mai-juin 1958). Pour Souyri Mao Zedong prend le pouvoir ainsi : il dirige une armée dont les prolétaires sont absents, il s'appuie sur les paysans auxquels il promet une réforme agraire, il recrute dans les classes populaires  et il attire la petite bourgeoisie (qui fuit les régions administrées par le Kuomintang) pour constituer la bureaucratie du Parti communiste chinois (PCC). Puis, Mao agrège ces différentes classes au moyen de l'idéologie stalinienne pour édifier un État dirigé par le PCC. Souyri pointe le fait que la monopolisation de tâches de direction par le PCC équivaut à une forme d'exploitation, car toutes les actions effectuées par l'armée, les paysans, les classes populaires et la petite-bourgeoisie sont dictées par la bureaucratie du PCC. Souyri conclut alors : la révolution maoïste n'est pas une révolution socialiste.

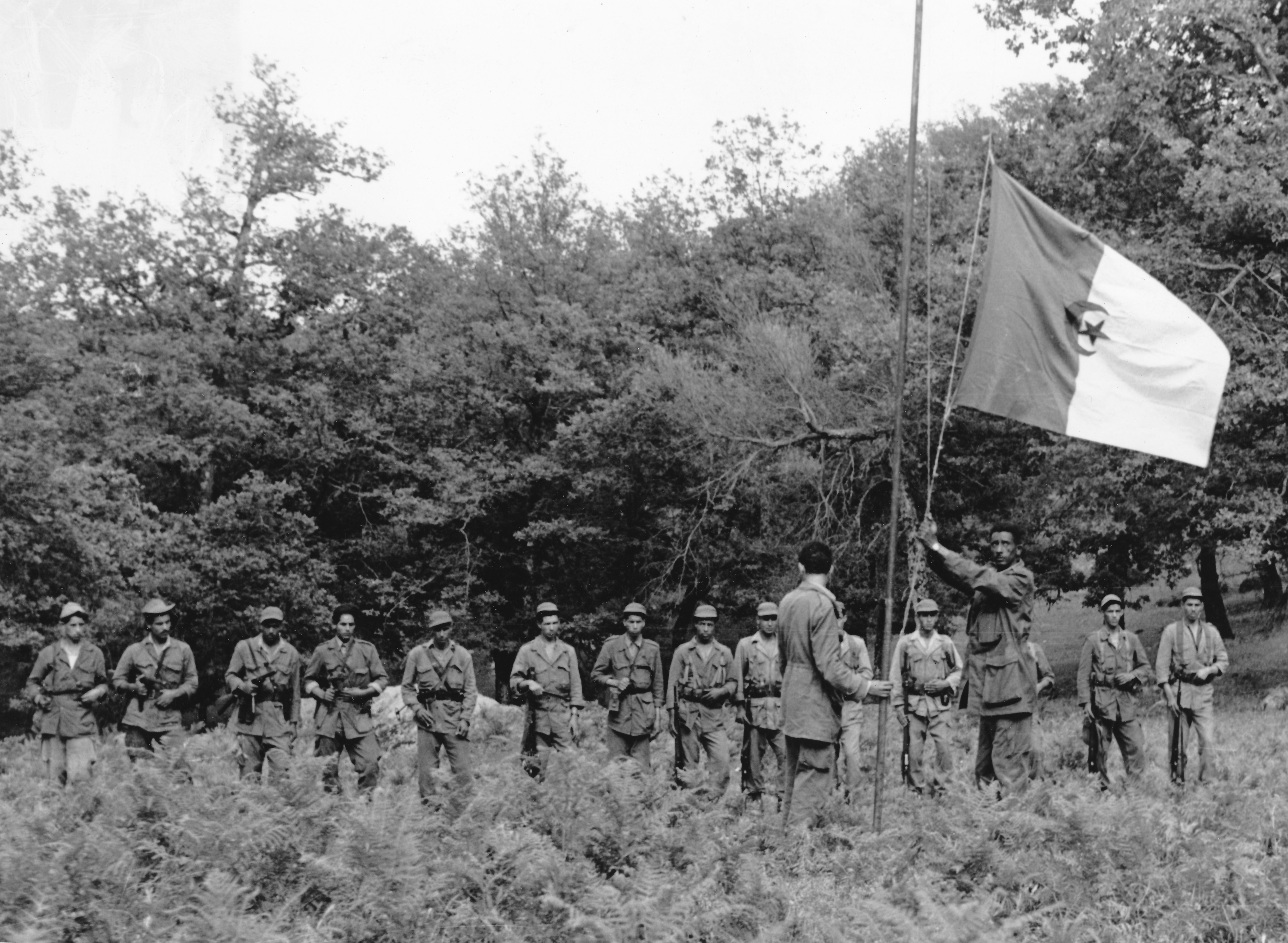
Photographie prise en 1958 en Algérie française. Des soldats du Front de libération nationale hissent le drapeau algérien (lieu inconnu).

En 1954 éclate la Guerre d'Algérie. Ayant enseigné la philosophie au lycée de Constantine de 1950 à 1953, Jean-François Lyotard suit de près l'évolution du conflit dans la revue (voir Soub no 29, décembre 1959-février 1960),. Pour Lyotard, il ne fait aucun doute que le combat mené par les Algériens contre la domination coloniale française est une lutte révolutionnaire. Néanmoins il faut observer la situation de près, selon lui : le prolétariat n'existe pas en Algérie ; par contre, il existe une alliance de circonstance entre la classe paysanne, la classe moyenne, la petite bourgeoisie et l'armée du Front de libération national algérien (FLN) : toutes ces classes sont unies dans une lutte de libération nationale. Et cette lutte pour l'indépendance de la nation algérienne est véritablement une lutte pour l'émancipation. Cependant, Lyotard relève que le FLN se transforme en une organisation bureaucratique qui exerce sa domination sur les combattants qu'il recrute (paysans, petits bourgeois…) et qui, à l'avenir, risque d'exercer une domination semblable sur la société algérienne. Devant cette situation, Lyotard estime que la révolution reste à accomplir,.
Ces analyses des révolutions dans le tiers-monde confirment l'expansion de la bureaucratisation des sociétés dans le monde. Et bien que toute révolution dans un avenir proche s'éloigne, SouB reste révolutionnaire : jamais ses membres ne cessent d'encourager l'auto-organisation des ouvriers.

### Encourager l’auto-organisation
En tant qu'organisation politique œuvrant à l'émancipation du prolétariat, SouB analyse les expériences des ouvriers et des salariés afin de repérer les perspectives révolutionnaires contenues dans leurs luttes passées et présentes. Ces analyses théoriques diffusées dans la revue sont, pour les membres de SouB, de véritables interventions pratiques et politiques destinées à encourager l'auto-organisation des ouvriers,,,.
Dans son article « L'expérience prolétarienne » (voir Soub no 11, novembre-décembre 1952), Lefort montre que les ouvriers se constituent eux-mêmes comme classe prolétarienne. En s'appuyant sur les luttes (passées et présentes) du prolétariat ainsi que sur les témoignages ouvriers, Lefort met en évidence que les ouvriers n'ont pas subi passivement l'exploitation capitaliste ni la domination bourgeoise. En réalité, ils se sont organisés contre cette exploitation et cette domination : ils ont créé des formes d'organisation (comité d'usine, soviet, conseil ouvrier, syndicat, parti politique, etc.) pour formaliser leurs revendications et mener des révolutions. Et si le prolétariat est effectivement un sujet révolutionnaire (comme l'affirme le marxisme), c'est en ce sens précis pour Lefort : les ouvriers se font révolutionnaires dans des situations concrètes au sein d'une histoire en cours ; pour le dire autrement : aucune théorie et aucune organisation bureaucratique ne peuvent déterminer leur avenir. Ainsi, seuls les ouvriers peuvent mener à bien toute révolution.

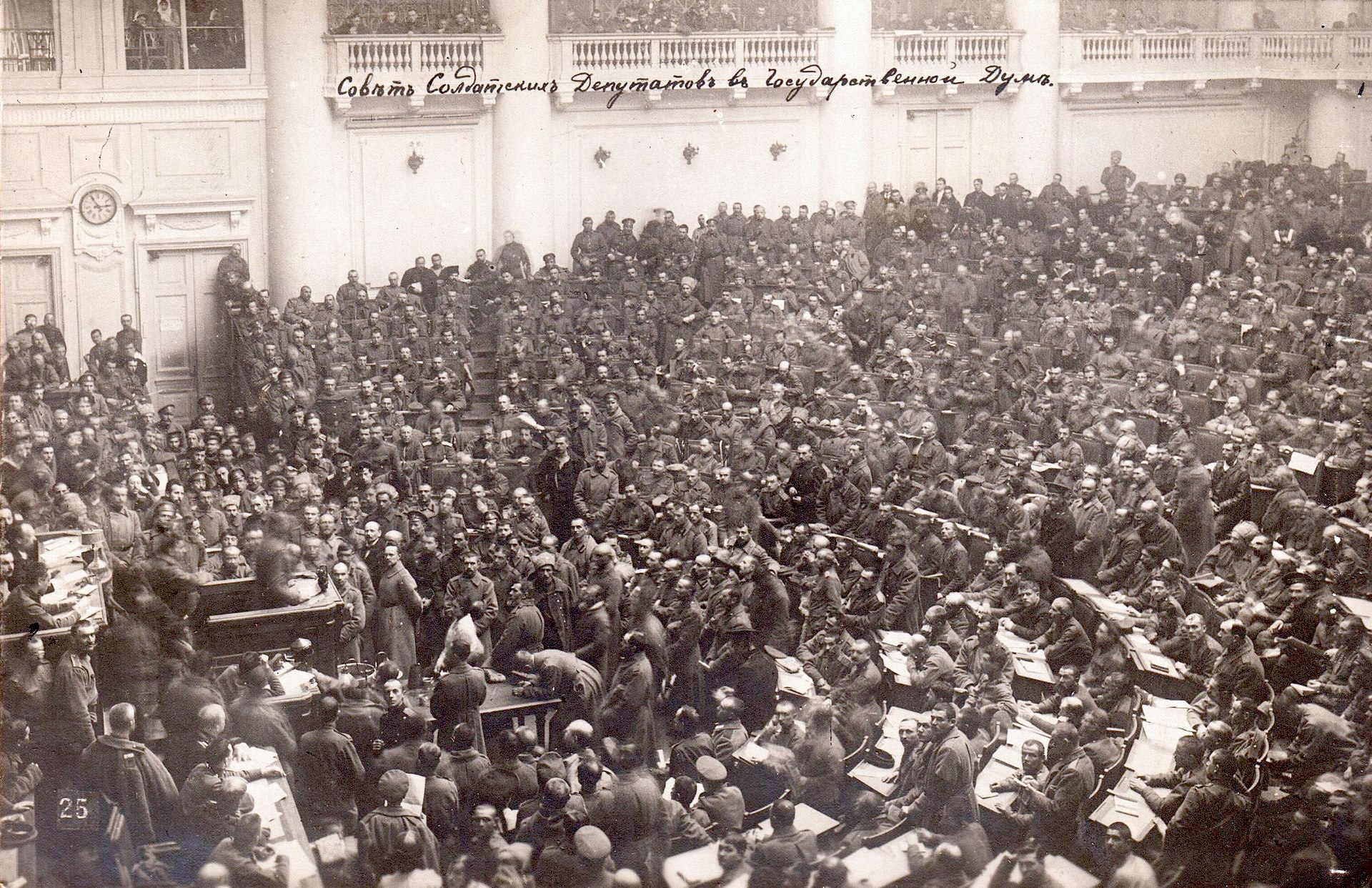
Photographie prise en 1917 d'une séance du soviet de Petrograd créé lors de la révolution de Février (qui entraîne la chute de l'Empire russe).

Dans son article « Le contenu du socialisme » (voir Soub no 22, juillet-septembre 1957), Castoriadis esquisse une utopie socialiste en s'inspirant des réalisations du mouvement ouvrier. En s'appuyant sur les luttes (passées et présentes) du prolétariat ainsi que sur les témoignages ouvriers, Castoriadis met en évidence que les ouvriers ont exposé la contradiction essentielle du capitalisme moderne (tant à l'Est qu'à l'Ouest) : la contradiction entre dirigeants et exécutants au sein de la production,. En outre, comme ils le démontrent tous les jours sur les chaînes de montage, les ouvriers ont les connaissances et les capacités pour diriger la production ; par conséquent, selon Castoriadis, il ne tient qu'à eux d'instaurer la gestion ouvrière de la production : c'est-à-dire mettre à bas le capitalisme. Plus profondément, et son histoire le montre, le mouvement ouvrier vise une transformation d'ensemble de la société capitaliste d'après Castoriadis : c'est l'organisation de tous les secteurs d'activité, ainsi que l'ensemble des rapports sociaux et des institutions sociales, qu'il veut transformer afin d'instaurer le socialisme et de favoriser l'autonomie pour chaque individu. Pour ce faire : d'une part le prolétariat doit combiner ses créations, car la société socialiste est une société où des comités d'usine gèrent la production (organisation du travail, outillage, productivité…) et où des conseils ouvriers gèrent les affaires publiques (loi, participation politique, diplomatie…) ; d'autre part il doit passer à l'action, car la révolution est ce moment où s'institue la société socialiste. Ainsi, contre la barbarie capitaliste, le socialisme est l'unique alternative : à savoir l'organisation démocratique d'une société visant l'autonomie des individus,,.

### Des militants de SouB
Au cours de son existence, le pic d'adhésions à l'organisation Socialisme ou Barbarie se situe au début des années soixante. Ainsi, d'après un décompte de 1961, ils sont quatre-vingt-sept membres à jour de cotisation,. Quarante-quatre membres se trouvent à Paris, ils sont divisés en deux cellules ; quarante-trois membres se trouvent en province dans différentes villes : cinq à Saint-Lô, treize à Caen, sept à Lyon, deux à Lille, quatre au Mans, cinq à Montpellier, sept à Nîmes,. Quelques-unes des adhésions et défections marquantes pour SouB sont évoquées ci-dessous.
À la suite de discussions entamées en 1948 avec Gaston Davoust (pseudonyme « Henry Chazé »), l'une des deux tendances de la Fraction française de la gauche communiste internationale (FFGCI), qui inclut une partie des membres de l'Union communiste d'avant-guerre, rejoint SouB en 1950. Sept militants bordiguistes viennent alors grossir l'effectif du groupe, dont : René Caulé (pseudo « René Neuvil »), Raymond Hirzel (dit « Raymond Bourt » et « Gaspard »), Pierre Lanneret (dit « Camille »), Alberto Masó (dit « R. Maille » et « Vega », ancien membre du POUM), Jacques Signorelli (dit « André Garros »),.
Toutefois, dans la première moitié des années cinquante, deux départs ont lieu : dès 1949 Maurice Plocki (dit « Maurice Rajsfus »), l'un des membres fondateurs de SouB, s'éloigne du groupe après s'être établi en province. Puis en 1950, c'est un autre membre fondateur, Jean Laplanche (dit « Marc Foucault »), qui quitte à son tour le groupe,.
En 1952, un autre membre des FFGCI rejoint SouB : Jacques Gautrat (dit « Daniel Mothé »),. La même année, Henri Simon (dit « Roger Berthier ») rejoint le groupe par l'entremise de Guy Gély (l'un des fondateurs),. Toujours en 1952, Benno Sternberg (dit « Benno Sarel » et « Hugo Bell ») adhère à SouB au retour de son voyage en RDA. À la fin de l'année 1953, Hubert Damisch rejoint le groupe ; il convainc Yvon Bourdet (dit « Damiens ») d'adhérer à l'organisation, ce qu'il fait en 1954,. La même année, Jean-François Lyotard (dit « François Laborde ») et Pierre Souyri (dit « Pierre Brune »), qui se connaissent depuis leurs années d'enseignement en Algérie française, adhèrent ensemble à SouB,.
Après l'année 1956 qui a vu le soulèvement de Poznań et l'insurrection de Budapest, quelques militants arrivent à SouB et permettent à l'organisation de gonfler ses effectifs. Parmi ses recrues se trouvent : Daniel Blanchard (dit « P. Canjuers »), Sébastien de Diesbach (dit « S. Chatel ») et Gérard Genette.
Lors de la première scission de SouB en 1958 Claude Lefort (dit « Claude Montal »), à l'origine de la formation de l'organisation et une plume importante de la revue, quitte le groupe avec Simon pour former Informations et liaisons ouvrières. La même année, Bourdet, Damisch et Genette quittent eux aussi SouB.
Autour des années soixante, SouB connaît une vague d'adhésions. En 1959, Benjamin Péret adhère à l'organisation peu de temps avant son décès. Le gros des adhésions se fait auprès d'une nouvelle génération de militants majoritairement étudiants, parmi eux figurent : Danièle Auffray, Helen Arnold, France-Marie Casevitz, Claude Chabrol (dit : « Claude Martin »), Christian Descamps (dit : « Serge Mareuil »), Enrique Escobar, Alain Guillerm, Paul Hanappe (dit : « Paul Tikal ») et Jean-Louis  Tristani. De son côté, Hirzel s'éloigne de SouB.
Toujours dans ces années soixante, Blanchard fréquente le situationniste Guy Debord,, avec lequel il rédige un manifeste intitulé : Préliminaires pour une définition de l’unité du programme révolutionnaire. Debord adhère à SouB en 1960 et il accompagne une délégation du groupe qui se rend en Belgique durant la grève générale de l'hiver 1960-1961,. Par la suite, des divergences de point du vue apparaissent entre ses positions et celles de Castoriadis, Masó et d'autres, ; Debord quitte alors SouB dans le courant de l'année 1961.
Lors de la seconde scission du groupe en 1963, Cyrille Rousseau de Beauplan (dit « Philippe Guillaume »), l'un des fondateurs de l'organisation et une plume de la revue, quitte SouB pour former Pouvoir Ouvrier avec d'autres plumes de la revue qui quittent aussi l'organisation : Lyotard, Masó et Souyri.
Passé le pic d'adhésions du début des années soixante, les effectifs de SouB ne font que décroître après la seconde scission : une quarantaine de membres en 1963, une vingtaine en 1964 (Mothé part cette année-là), une dizaine au moment de l'auto-dissolution. Pour terminer ce survol du groupe SouB : huit membres moins connus de l'organisation sont très brièvement présentés dans le tableau ci-dessous.
| Marie-Rose Berland (pseudo : « Renée Sauguet »), modiste et peintre, participe à la fondation du groupe lorsque la tendance « Chaulieu-Montal » quitte le PCI. Elle prend les notes lors des réunions et tient la trésorerie du groupe. En 1961, elle quitte SouB et adhère au Parti socialiste unifié (PSU). | Pierre Borel, professeur certifié, est l’un des membres fondateurs de SouB. Adhérant au SNES-FEN, il milite dans le courant de l’École émancipée. Après la scission de 1958, il s’éloigne du groupe et il adhère en 1960 au PSU.                                                              | Raymond Hirzel (dit : « Raymond Bourt ») est un autodidacte. Déporté à Vienne par les nazis, il s’évade en 1943. De retour à Paris, il travaille à Renault sous une fausse identité, il y devient président d'un comité d'usine en 1944, puis il participe à la création du journal Tribune ouvrière avec Mothé. | Édouard Renard est maître d’internat à Caen de 1957 à 1958 lorsqu'il commence à militer à SouB. Maître auxiliaire de 1958 à 1961, il adhère au syndicat SNES-FEN et milite activement au sein de l'École émancipée, puis il s'éloigne du groupe.     |
| Cyrille Rousseau de Beauplan (dit : « Philippe Guillaume ») participe à la création de SouB. Fils d'un collaborateur, Rousseau de Beauplan s'engage dans la résistance dans un groupe trotskiste. Travaillant à l'OECE, il permet à Castoriadis d'obtenir un poste d'économiste dans cette organisation.      | Jacques Signorelli (dit : « André Garros ») rejoint le groupe SouB en 1950 avec des FFGCI. Représentant en fournitures pour dentistes et militant actif (jusqu'à l'auto-dissolution), il défend la nécessité pour SouB de se constituer en parti révolutionnaire lors de la scission de 1958. | Benno Sternberg (dit : « Benno Sarel ») est sociologue de formation. Juif roumain ayant fui les pogroms antisémites, il participe à la résistance sous l'occupation. Il vit à Berlin de 1946 à 1952 puis, de retour à Paris, il enchaîne des emplois précaires comme chercheur.                                  | Martine Vidal, enseignante et militante au sein de l'École émancipée, rejoint le groupe SouB en 1950 au côté des FFGCI. Lors de la scission de 1963, elle s'engage dans le groupe PO où elle participe à la rédaction et à la confection du journal. |

### Des plumes de Soub
À la fin des années quarante en France, il est courant d'utiliser des pseudonymes dans les milieux politiques d'extrême-gauche, ; et ce afin d'éviter toute identification par les services de police de l'État français, par les services staliniens, et par les employeurs,. En outre, des membres de l'organisation Socialisme ou Barbarie n'ont pas la nationalité française et peuvent être arrêtés et expulsés : Castoriadis risque l'expulsion en Grèce (il n'est naturalisé qu'en 1970,) ; Masó, lui, n'a jamais cherché à obtenir la nationalité française.
| Auteurs               | Plume(s)                                              |                       | Auteurs          | Plume                        |                       | Auteurs | Plume(s) |
| Helen Arnold          | Hélène Gérard                                         | Guy Gély              | Henri Collet     | Alberto Masó                 | R. Maille             |         |          |
| Marie-Rose Berland    | Renée Sauguet                                         | Paul Hanappe          | Paul Tikal       | Georges Petit                | Georges Pétro         |         |          |
| Daniel Blanchard      | P. Canjuers                                           | Raymond Hirzel        | Raymond Bourt    | Patrick Prado                | Jacques Guimet        |         |          |
| Cornelius Castoriadis | Paul Cardan Pierre Chaulieu Jean Delvaux Marc Noiraud | Pierre Lanneret       | Camille          | Cyrille Rousseau de Beauplan | Philippe Guillaume    |         |          |
| René Caulé            | René Neuvil                                           | Jean Laplanche        | Marc Foucault    | Jacques Signorelli           | André Garros          |         |          |
| Claude Chabrol        | Claude Martin                                         | Grace Lee Boggs       | Ria Stone        | Henri Simon                  | Roger Berthier        |         |          |
| Christian Descamps    | Serge Mareuil                                         | Claude Lefort         | Claude Montal    | Pierre Souyri                | Pierre Brune          |         |          |
| Sébastien de Diesbach | Sébastien Chatel                                      | Jean Léger            | Mercier          | Benno Sternberg              | Hugo Bell Benno Sarel |         |          |
| Jacques Gautrat       | Daniel Mothé                                          | Jean-François Lyotard | François Laborde | Martine Vidal                | M.V.                  |         |          |

- à gauche : Pierre Chaulieu (pseudonyme de Cornelius Castoriadis) « Les rapports de production en Russie », originellement publié dans la revue Socialisme ou barbarie no 2, mai-juin 1949 (éditions A.G.E.L., Lyon, 1969) ;
- au centre : Peregrinus « Les Kolkhoz pendant la guerre »  et P. Chaulieu (pseudo de Castoriadis) « L'exploitation des paysans sous le capitalisme bureaucratique », originellement publiés dans la revue Socialisme ou barbarie no 4, octobre-novembre 1949 (le reste des articles annoncés par le sommaire ne sont pas reproduits ; nom de l'éditeur et date de publication inconnus) ;
- à droite : P. Brune (pseudo de Pierre Souyri) « La lutte des classes en Chine bureaucratique », originellement publié dans la revue Socialisme ou barbarie no 24, mai-juin 1958 (nom de l'éditeur et date de publication inconnus).

### Numéros de Soub
- Archives Autonomies, « Sommaires de la revue Socialisme ou barbarie (1949-1967) », Numéros 1 à 40 au format pdf, sur Fragments d'Histoire de la gauche radicale, 18 novembre 2013
- Collectif, « Socialisme ou barbarie. Organe de critique et d'orientation révolutionnaire : Tous les numéros scannérisés », sur soubscan.org, 2009
- Cornelius Castoriadis Agora International Website, « Socialisme ou barbarie. Organe de critique et d'orientation révolutionnaire : Tables des matières, N°1-40 », sur agorainternational.org, 2015

### Numéros de Tribune ouvrière
- Archives Autonomies, « Sommaires de Tribune ouvrière (1954-1962) », Numéros 1 à 82 au format pdf, sur Fragments d'Histoire de la gauche radicale, 24 décembre 2013

### Numéros de Pouvoir ouvrier
- Archives Autonomies, « Sommaires de Pouvoir ouvrier (1958-1969) », Numéros 1 à 99 au format pdf, sur Fragments d'Histoire de la gauche radicale, 3 juillet 2013

### Documentation complémentaire

#### Textes de SouB
- Pierre Chaulieu et Claude Montal, « Thèses présentées au IIIe congrès du P.C.I. par les camarades Chaulieu et Montal », Bulletin intérieur. Parti communiste internationaliste (Section française de la 4e Internationale), no 31,‎ 1948, p. 1 à 8 (lire en ligne [PDF])
- Jean-François Lyotard, « Sur une idéologie nouvelle », Socialisme ou barbarie,‎ juin 1963 (lire en ligne)
- Alberto Masó, « Nos tâches actuelles », Socialisme ou barbarie,‎ juin 1963 (lire en ligne)
- Pierre Souyri, « Marxisme et théorie révolutionnaire », Socialisme ou barbarie,‎ juin 1963 (lire en ligne)
- Socialisme ou Barbarie, « Aux abonnés et lecteurs de Socialisme ou barbarie » (Courrier adressé aux abonnés et aux lecteurs de Soub annonçant la suspension de la publication de la revue.), Socialisme ou barbarie,‎ juin 1967 (lire en ligne [PDF])
- Pierre Chaulieu (Cornelius Castoriadis) et Anton Pannekoek, Correspondance 1953-1954 : Présentation et commentaire d'Henri Simon, Paris, Échanges et mouvement, 2001 (lire en ligne [PDF])